# Bywell Castle
Bywell Castle er en middelalderborg i landsbyen Bywell, er ligger med udsigt til floden Tyne, omkring 6 km øst for  Corbridge, Northumberland, England. 
Den blev opført i 1430 af Neville-familien (jarler af Westmorland), men blev aldrig færdiggjort. Henrik 6. af England søgte tilflugt på Bywell Castle efter slaget ved Hexham i 1464.
Borgen er i privateje, og derfor normalt ikke åbent for offentligheden. Det er sæde for Viscounts Allendale.
Bywell Castle har givet navn til et skib, der ramte ind i SS Princess Alice på Themsen i 1878, hvilket fik hende til at synke på kort tid, og omkring 600 personer omkom.
Det er en listed building af første grad og et Scheduled Ancient Monument. Portbygningen og ringmuren er inkorporeret i senere hus, der er listed building af anden grad.